# Ганна Скотт (академічна веслувальниця)
Ганна Скотт (18 червня 1999 , Колрейн, Causeway Coast and Glensd ) — британська веслувальниця, олімпійська чемпіонка 2024 року, чемпіонка світу та Європи.

## Виступи на Олімпіадах
| Олімпіада  | Дисципліна     | Місце |
| ---------- | -------------- | ----- |
| Токіо 2020 | парні четвірки | 7     |
| Париж 2024 | парні четвірки | 1     |

## Зовнішні посилання
- Ганна Скотт на сайті World Rowing (англійська)
- Ганна Скотт на сайті Olympics.com (англійська)
- Ганна Скотт на сайті Olympedia (англійська)
- Ганна Скотт на сайті British Olympic Association (англійська)